# Freethorpe
Freethorpe – wieś w Anglii, w hrabstwie Norfolk, w dystrykcie Broadland. Leży 18 km na wschód od Norwich i 167 km na północny wschód od Londynu.
Miejscowość liczy 906 mieszkańców.